# 城島健司と金谷多一郎のモア☆ゴル
城島健司と金谷多一郎のモア☆ゴル（じょうじまけんじとかなたにたいちろうのモアゴル）は、2013年3月23日から2018年3月24日までテレビ長崎で毎月第4土曜日の10:30 - 11:00に放送されていたゴルフレッスン番組。

## 概要
2013年3月23日より、毎月第4土曜日に放送を開始。
前年2012年にプロ野球選手を引退し、タレントに転向した地元・長崎県佐世保市出身の城島健司はゴルフに対しても造詣が深い。そのゴルフのノウハウをより高めるために金谷多一郎が様々な小道具や理論を生かした新しいゴルフレッスンの形を提案する。このレッスンに「永遠の初心者」である大村咲子（テレビ長崎アナウンサー・報道記者）も参加する。
2018年4月28日より、毎月第4土曜日に、『葭葉ルミと森末慎二の らく・ごる』を放送開始する事が決定したため、同年3月24日をもって終了した。

## 放送日時
- テレビ長崎　第4土曜日 10:30 - 11:00
- さくらんぼテレビ　毎週日曜 6:15 - 6:45
- テレビ西日本　毎週土曜 5:00 - 5:30
- ゴルフネットワーク（スカパー!・ケーブルテレビ局他）　随時放映